# Стара Весь (Прушковський повіт)
Стара Весь (пол. Stara Wieś) — село в Польщі, у гміні Надажин Прушковського повіту Мазовецького воєводства.
Населення — 1042 особи (2011).
У 1975-1998 роках село належало до Варшавського воєводства.

## Демографія
Демографічна структура станом на 31 березня 2011 року:
|          | Загалом | Допрацездатний вік | Працездатний вік | Постпрацездатний вік |
| -------- | ------- | ------------------ | ---------------- | -------------------- |
| Чоловіки | 502     | 139                | 329              | 34                   |
| Жінки    | 540     | 146                | 322              | 72                   |
| Разом    | 1042    | 285                | 651              | 106                  |